# Vaunac
Vaunac (okzitanisch: Veunac) ist eine Gemeinde mit 240 Einwohnern (Stand: 1. Januar 2022) im französischen Département Dordogne in der Region Nouvelle-Aquitaine. Die Gemeinde gehört zum Arrondissement Nontron und zum Kanton Thiviers. Zuständiger Gemeindeverband ist die Communauté de communes Périgord-Limousin. Die Einwohner werden Vaunacais bzw. Vaunacaises genannt.

## Etymologie
Vaunac soll sich angeblich von den gallorömischen Eigennamen Vellaunus oder Valinus ableiten, welchen der Suffix -acum nachgestellt ist – mit der Bedeutung Besitz des, Herrschaft des, Domäne. Vellaunacum bzw. Valinacum bedeutet somit Domäne des Vellaunus oder Domäne des Valinus.

## Geographie

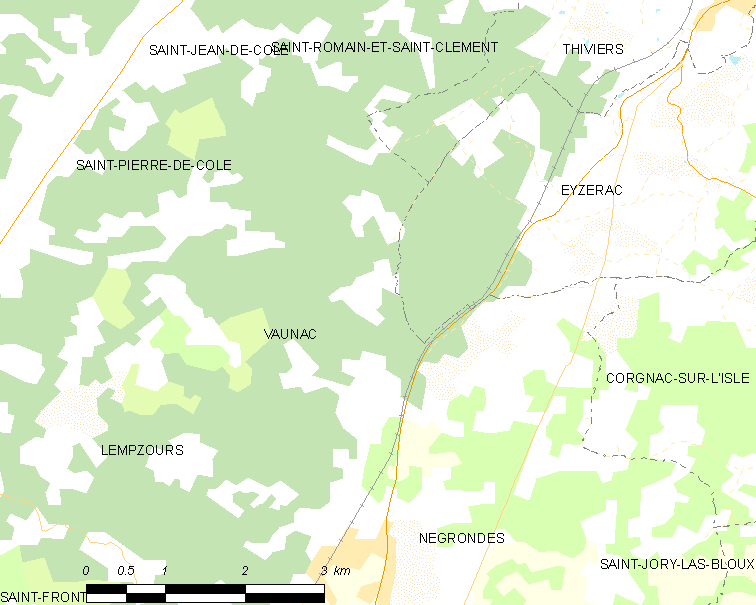
Lagekarte von Vaunac

Vaunac liegt etwa 22 Kilometer nordöstlich von Périgueux und gehört bereits zum Einzugsbereich der Stadt. Nach Thiviers im Nordosten sind es 7 Kilometer, nach Négrondes im Süden 2 Kilometer.
Die Gemeinde bildet Teil des Périgord central – eine leicht gewellte Hügellandschaft, durchsetzt mit mehr oder weniger dichten Wäldern, die von Wiesen und Feldern aufgelichtet werden.
Umgeben wird Vaunac von folgenden Nachbargemeinden:
| Saint-Jean-de-Côle   | Saint-Romain-et-Saint-Clément (Berührungspunkt) | Thiviers, Eyzerac  |
| Saint-Pierre-de-Côle | Kompassrose, die auf Nachbargemeinden zeigt     | Corgnac-sur-l’Isle |
| Lempzours            | Négrondes                                       |                    |

Neben dem Ortskern besteht die Gemeinde aus folgenden Weilern, Gehöften, und Geländepunkten:
Beauverdu, Blazinaud, Bois de Fournaulu, Bos Robert, Charpon, Chef de la Lande, Cros Chapeyroux, Font Chaude, Fontaine de la Truie, La Baysse, La Borde, La Chabanne, La Croix des Pins, La Croix de Vaunac, La Farge, La Rougerie, La Soupiesse, La Tâche, Las Combas, Lacadot, Lachenaud, Lanneaud, Lapeyrière, Le Bagnadoux, Le Chauffour, Le Petit Chalus, Le Pic, Le Poteau des Landes, Les Alois, Les Bizarias, Les Forêts, Les Guezoux, Les Landes de Blazinaud, Les Migoux, Les Teinchoux, Mazérolas, Presillac, Puyssezeix, Verzinas und Verzinas (Reservoir).
Der topographisch tiefste Punkt im Gemeindegebiet von Vaunac mit 156 Meter über dem Meeresspiegel befindet sich an der Nordwestecke westlich von La Borde im namenlosen linken Seitental der Côle. Der höchste Punkt mit 242 Metern wird westlich von Lachenaud angetroffen. Der maximale Höhenunterschied beträgt 86 Meter, die durchschnittliche Meerhöhe 199 Meter. Das Rathaus kommt auf 200 Meter zu liegen.
Die Gemeinde besitzt eine Gesamtfläche von 13,78 Quadratkilometer.

### Verkehrsanbindung
In etwa mittig durch die Gemeinde führt die von Thiviers kommende Route nationale 21 in südsüdwestlicher Richtung. Der nur knapp 700 Meter weiter westlich liegende Ortskern von Vaunac kann von der RN 21 aus über eine Départementsstraße erreicht werden. Diese zieht dann weiter nach Westen und knüpft im Tal der Côle an die D 78 an – mit Verbindung nach Saint-Pierre-de-Côle und Saint-Jean-de-Côle. Ein Abzweig von dieser Départementsstraße bei Chef de la Lande führt hinüber nach Lempzours. Etwas weiter südwestlich trifft dieser Abzweig die D 73 nach Négrondes und die D 68 nach Saint-Pierre-de-Côle.  Nach Négrondes im Süden besteht vom Ortskern aus auch eine Direktverbindung mittels einer Kommunalstraße. Erwähnenswert ist noch die sehr geradlinig verlaufende Route Napoléon entlang der Ostgrenze. Sie kommt von Thiviers und geht ab Sorges in die D 8 nach Périgueux über.
So gut wie parallel zur RN 21 verläuft die Bahnstrecke Limoges-Bénédictins–Périgueux, deren nächstgelegener Halt sich in Négrondes befindet.

### Fernwanderweg
Den Osten des Gemeindegebietes von Vaunac durchquert der aus Thiviers kommende Fernwanderweg GR 654. Über Négrondes zieht er dan weiter in Richtung Périgueux.

### Bodenbedeckung

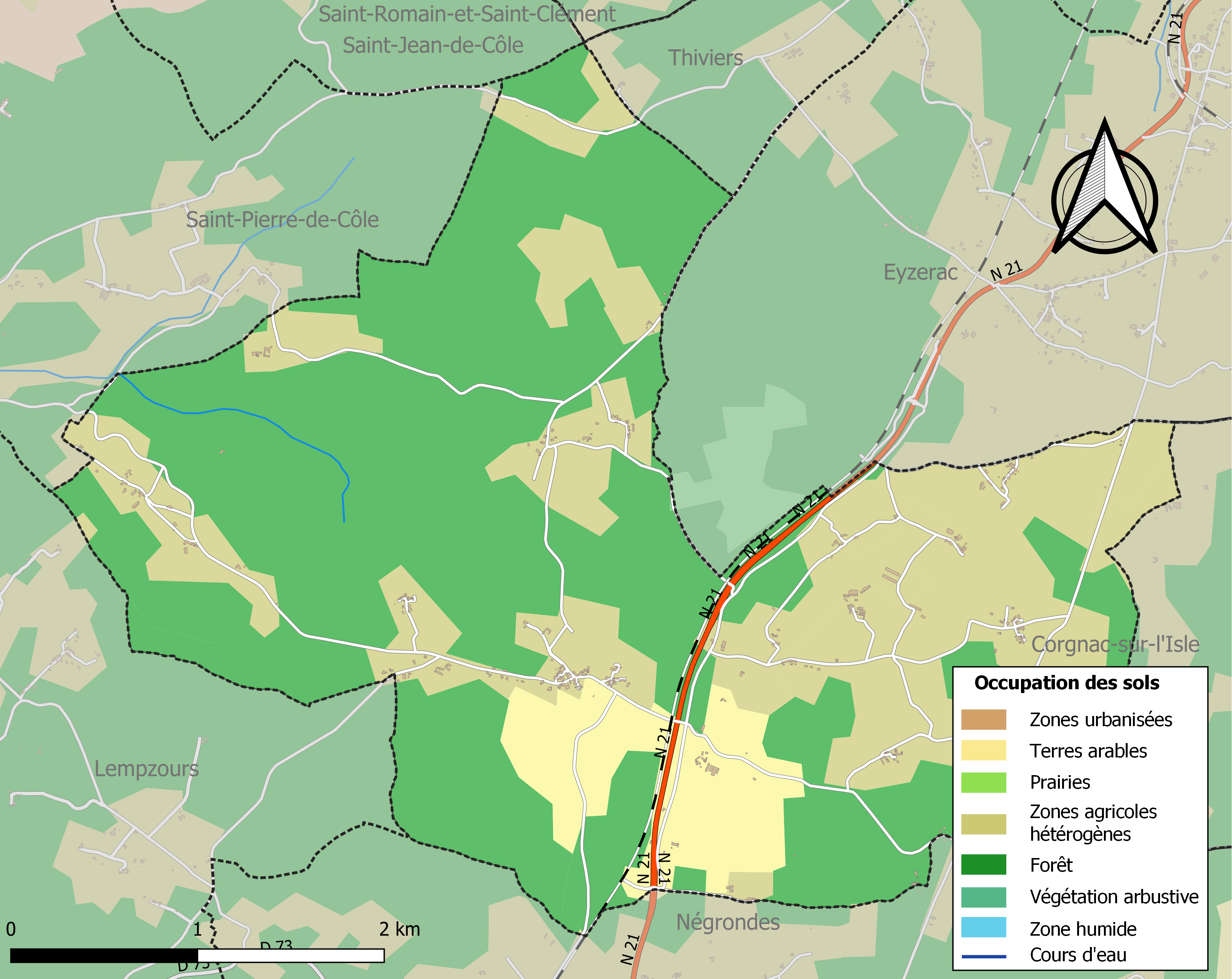
Bodenbedeckung in der Gemeinde Vaunac

Die Bodenbedeckung der Gemeinde Vaunac schlüsselt sich im Jahr 2018 gemäß der europäischen Datenbank CORINE Land Cover (CLC) wie folgt auf:
- Wälder oder seminaturelle Ländereien – 59,2 %
- heterogene landwirtschaftliche Nutzung – 33,2 %
- Ackerland – 7,5 %.

Die forstwirtschaftliche Nutzung steht mit 59,2 % im Vordergrund. Sie ist im Vergleich zu 1990 mit 57,5 % etwas angestiegen.

## Klima
Das Klima ist gemäßigt; Regen (1023 mm/Jahr) fällt übers Jahr verteilt. Die Gemeinde Vaunac besitzt ein abgeschwächtes ozeanisches Klima mit gemäßigtem Sommer (Cfb nach Köppen und Geiger), das sich durch folgende Parameter auszeichnet:
| Klimaparameter im Zeitraum 1971–2000 |
| --- |
| - Jahresmittel: 12,0 °C - Anzahl der Tage unter −5 °C: 2,2 - Anzahl der Tage oberhalb 30 °C: 6,5 - Maximum im Tages-Temperaturunterschied: 15,1 °C - Jahresniederschlag: 1023 mm - Niederschlagstage im Januar: 13,1 - Niederschlagstage im Juli: 7,6 |

Durch den Klimawandel zeichnen sich Erhöhungen im Jahresmittel ab, die sich bereits auch bemerkbar machen. So ist beispielsweise an der 57 Kilometer entfernten Wetterstation in Brive-la-Gaillarde das langjährige Jahresmittel von 12,7 °C für 1971–2000 über 12,7 °C für 1981–2010 auf 13,0 °C für 1991–2020 angestiegen – ein Zuwachs um 0,3 °C innerhalb von 20 Jahren.

## Hydrographie

Hydrographische Karte von Vaunac

Die Gemeinde Vaunac besitzt nur einen einzigen nennenswerten Flusslauf. Dies ist ein kleiner namenloser Bach, der auf zirka 185 Meter im Nordwesten bei Font Chaude entspringt, nach Westen abfließt, in der Gemeinde Saint-Pierre-de-Côle in ein Trockental übergeht und sodann bei Doumarias (Saint-Pierre-de-Côle) auf 129 Meter linksseitig in die Côle öffnet.
Die Côle und ihre Seitenarme gehören zum Flusssystem Isle-Dronne. Der in etwa nordnordöstlich verlaufende Höhenrücken westlich des Ortskerns bildet hierbei die Wasserscheide zwischen Côle (linker Nebenfluss der Dronne) im Westen und Isle im Osten.
Die Gesamtlänge des Entwässerungsnetzes in der Gemeinde Vaunac beträgt nur etwas mehr als 1,5 Kilometer.

## Geologie

Geologische Karte der Gemeinde Vaunac

Die Gemeinde Vaunac liegt vollständig auf flachliegenden Sedimenten des nördlichen Aquitanischen Beckens (Einfallswinkel maximal 6° nach Südwesten). Die anstehende Schichtenfolge stammt aus dem Mittleren Jura und der Oberkreide und reicht vom Bathonium über Cenomanium zum Turonium. Darüber legen sich Sedimente des kontinentalen Tertiärs – in der Hauptsache Lockersedimente.

### Mittlerer Jura
Der Dogger beschränkt sich auf den Osten der Gemeinde. Ältestes aufgeschlossenen Schichtglied ist Unteres und Mittleres Bathonium (Formation j2b) aufgeschlossen im Nordosten der Gemeinde. Hierbei handelt es sich um eine Wechselfolge von kryptokristallinen und bioklastischen Kalken mit teils lignithaltigen Tonen. Darüber folgt Oberbathon (Formation j2-6(a)), bestehend aus einer Wechselfolge von kryptokristallinen, stellenweise kreidigen Kalken mit schuttigen Kalken. Der Dogger endet mit einer Abfolge, die vom Oberbathon bis ins Callovium reicht (Formation j2-6(b)) – eine Wechselfolge kryptokristalliner, mehr oder weniger kreidiger Kalke mit bioklastischen und oolithischen Kalken.

### Oberkreide
Das südöstlich und südlich des Ortskerns anstehende Cenomanium transgrediert sodann über das Callovium und leitet den Oberkreidezyklus ein – zu sehen südlich des Ortskerns von Vaunac. Das Cenoman (Formation c1-2) – grüne, Austern-führende Mergel, Feinsande und sandige Kalke mit Alveolinen – wird hier vom Ligérien (Unterturon – Formation c3a) überlagert. Das Ligérien besteht aus plattigen oder knolligen Kreidekalken. Auch Unteres Angoumien (Formation c3b) und Oberes Angoumien (Formation c3c) treten noch auf (westlich von La Baysse) – beide Kalkformationen führen Rudisten.

### Tertiäre Lockersedimente
Die Hüllsedimente nehmen etwa 70 % des Gemeindegebiets in Anspruch, wobei die altpleistozänen Flussschotter der Formation Fs die Hochlagen im  Westen aufbauen. Sie enthalten Sande, Kiese und Schotter, die in eine tonige Grundmasse (hervorgegangen möglicherweise aus marbrierten Paläoböden) eingebettet sind. Die kolluvialen Umlagerungsprodukte (Formation CF) enthalten mehrheitlich Gerölle und dürften sich zum Großteil aus den Flussschottern entwickelt haben.

## Naturrisiken

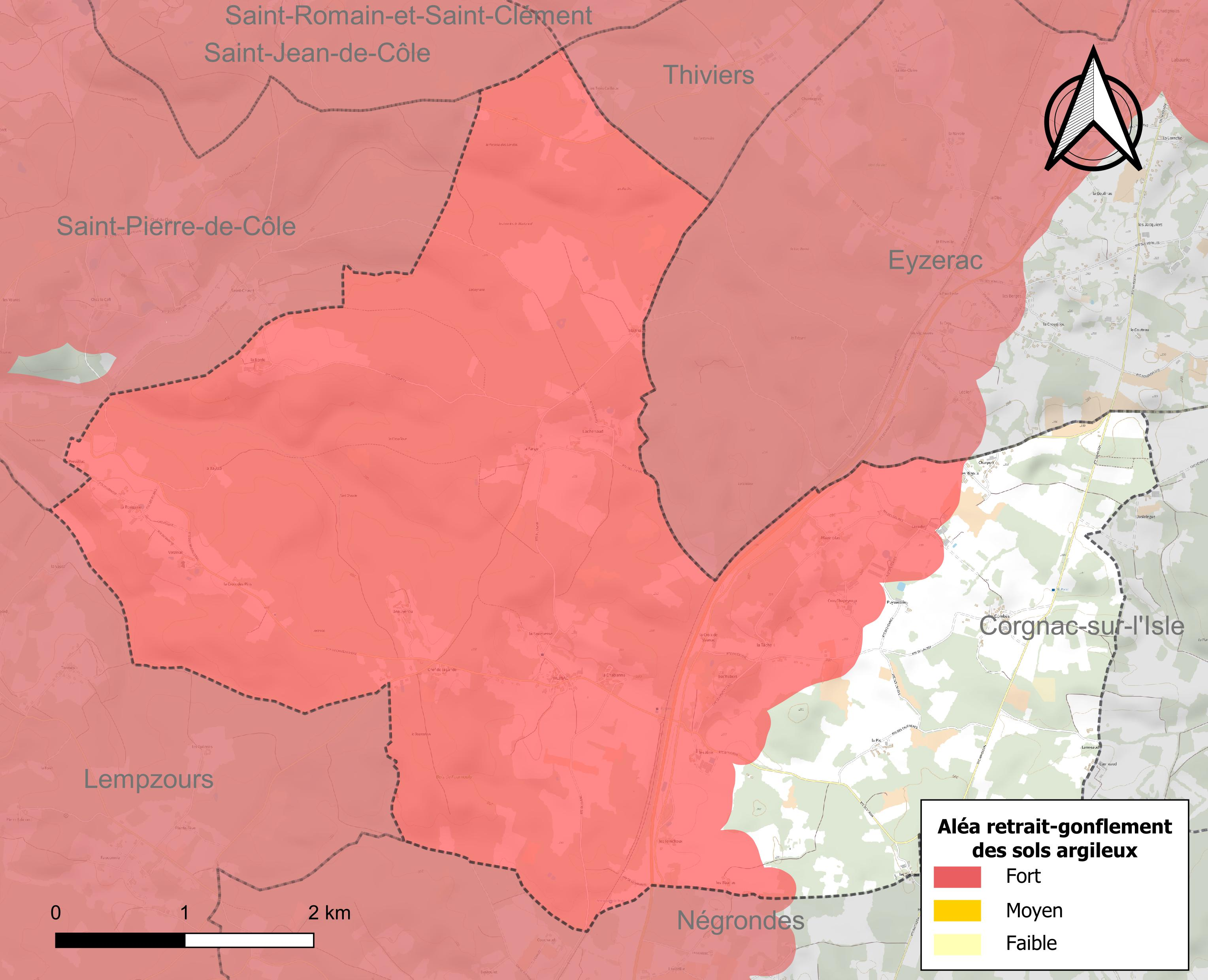
Risikokarte des Quellungs/Schrumpfungsverhältnisses von Tonmineralen in Böden für Vaunac

Naturrisiken manifestieren sich in Vaunac als
- Überschwemmungen und den mit ihnen assoziierten Schlammströmen und Hangrutschungen am Flusslauf im Westen
- Dürren
- Stürme
- Bodensetzungen.

In den Jahren 1982 und 1999 (insbesondere 1999) kam es aufgrund erhöhter Niederschläge zu Überschwemmungen, größeren Bodenbewegungen und Rutschungen.
Dürrejahre waren 1989, 1992, 2003 und 2011. In diesen Jahren herrschte erhöhte Waldbrandgefahr.
Ein herausragendes Wintersturmereignis war das Sturmtief Martin im Dezember 1999, das enorme Schäden an den Wäldern und auch an der Infrastruktur hinterließ. Die Zerstörungen in den Wäldern sind selbst im Jahr 2022 noch zu erkennen.
Wie die Risikokarte zeigt, ist Vaunac stark von der Gefahr durch Bodensetzungen betroffen, die Gefahren konzentrieren sich hierbei auf Böden des Kolluviums. Hiervon ausgenommen sind Böden auf Mittlerem Jura im Osten.
Die Erdbebengefahr ist als relativ niedrig einzustufen, am Westrand des Massif Central sind recht seltene Beben der Stärke 3 auf der Richterskala bekannt.

## Geschichte
Im 13. Jahrhundert war Vaunac eine der 27 Pfarreien des Erzpriesters von Condat, der in Champagnac residierte. Das Schloss Château des Alois wurde im 15. Jahrhundert erbaut. Die Ortskirche Saint-Maurice entstand erst im 19. Jahrhundert.

## Bevölkerungsentwicklung
| Jahr | Einwohner |  |
| 1962 | 278       |  |
| 1968 | 235       |  |
| 1975 | 229       |  |
| 1982 | 210       |  |
| 1990 | 230       |  |
| 1999 | 230       |  |
| 2004 | 241       |  |
| 2006 | 242       |  |
| 2009 | 261       |  |
| 2013 | 272       |  |
| 2014 | 277       |  |
| 2019 | 252       |  |
| 2020 | 248       |  |

Quelle: INSEE
Die Bevölkerungsentwicklung in Vaunac war von 1962 bis 1982 rückläufig, stabilisierte sich dann aber und erreichte erneut nahezu ihr Ausgangsniveau im Jahr 2014. Seitdem ist die Tendenz wieder rückläufig.
Die bisher höchste Einwohnerzahl wurde im Jahr 1866 mit 716 Bewohnern ermittelt.
Die Bevölkerungsdichte in Vaunac beträgt 18,0 Einwohner pro Quadratkilometer.

## Verwaltung
Bürgermeister der Gemeinde Vaunac ist seit März 2014 Jean-Claude Juge, der im Mai 2020 wiedergewählt wurde.

## Präsidentschaftswahlen 2022
| Kandidaten                       | Kandidaten            | Parteien                      | Parteien            | 1. Wahlgang | 1. Wahlgang | 2. Wahlgang | 2. Wahlgang |
| Kandidaten                       | Kandidaten            | Parteien                      | Parteien            | Stimmen     | %           | Stimmen     | %           |
| -------------------------------- | --------------------- | ----------------------------- | ------------------- | ----------- | ----------- | ----------- | ----------- |
|                                  | Marine Le Pen         | Front national                | FN                  | 45          | 25,14 %     | 85          | 54,14 %     |
|                                  | Emmanuel Macron       | En marche !                   | EM                  | 31          | 17,32 %     | 72          | 45,86 %     |
|                                  | Jean-Luc Mélenchon    | Front de gauche               | FDG                 | 40          | 22,35 %     |             |             |
|                                  | Éric Zemmour          | Reconquête                    |                     | 10          | 5,59 %      |             |             |
|                                  | Valérie Pécresse      | Les Républicains              | LR                  | 11          | 6,14 %      |             |             |
|                                  | Jean Lassalle         | Résistons !                   | R                   | 23          | 12,85 %     |             |             |
|                                  | Anne Hidalgo          | Parti socialiste              | PS                  | 4           | 2,23 %      |             |             |
|                                  | Fabien Roussel        | Parti communiste français     | PC                  | 4           | 2,23 %      |             |             |
|                                  | Nicolas Dupont-Aignan | Debout la République          | DLR                 | 5           | 2,79 %      |             |             |
|                                  | Yannick Jadot         | Europe Écologie-Les Verts     | EELV                | 3           | 1,68 %      |             |             |
|                                  | Nathalie Arthaud      | Lutte Ouvrière                | LO                  | 0           | 0,00 %      |             |             |
|                                  | Philippe Poutou       | Nouveau Parti anticapitaliste | NPA                 | 3           | 1,68 %      |             |             |
|                                  |                       |                               |                     |             |             |             |             |
| Gesamt                           | Gesamt                | Gesamt                        | Gesamt              | 179         | 100 %       | 157         | 100 %       |
|                                  |                       |                               |                     |             |             |             |             |
| Gültige Stimmen                  | Gültige Stimmen       | Gültige Stimmen               | Gültige Stimmen     | 179         | 97,28 %     | 157         | 89,71 %     |
| Ungültige Stimmen                | Ungültige Stimmen     | Ungültige Stimmen             | Ungültige Stimmen   | 5           | 2,72 %      | 18          | 10,29 %     |
| Wahlbeteiligung                  | Wahlbeteiligung       | Wahlbeteiligung               | Wahlbeteiligung     | 184         | 84,79 %     | 175         | 80,65 %     |
| Enthaltungen                     | Enthaltungen          | Enthaltungen                  | Enthaltungen        | 33          | 15,21 %     | 42          | 19,35 %     |
| Registrierte Wähler              | Registrierte Wähler   | Registrierte Wähler           | Registrierte Wähler | 217         |             | 217         |             |
|                                  |                       |                               |                     |             |             |             |             |
| Quelle: Ministère de l'Intérieur |                       |                               |                     |             |             |             |             |

Die Präsidentschaftswahlen 2022 in Vaunac konnte Marine Le Pen für sich entscheiden. Im ersten Wahlgang hatte Jean-Luc Mélenchon hinter Marine Le Pen zwar noch die zweitmeisten Stimmen erhalten, war aber dann auf nationaler Ebene für die Stichwahl im zweiten Wahlgang ausgeschieden.

## Wirtschaft

### Beschäftigung
Im Jahr 2015 betrug die erwerbsfähige Bevölkerung zwischen 15 und 64 Jahren 121 Personen (43,4 % der Gesamtbevölkerung). Als arbeitslos waren 18 Personen gemeldet (im Jahr 2010 waren dies nur 8), die Arbeitslosigkeit belief sich somit auf 15,0 %.

### Unternehmen
Am 31. Dezember 2015 waren in der Gemeinde Vaunac 27 Unternehmen angesiedelt, davon 11 in Landwirtschaft, Forst oder Fischerei, 10 in Handel, Transport und Dienstleistungen, 3 in der Industrie, 2 im Baugewerbe und 1 in Verwaltung, Bildung, Gesundheit oder Sozialhilfe.

## Sehenswürdigkeiten
- Ortskirche Saint-Maurice aus dem 19. Jahrhundert
- Schloss Château Les Alois aus dem 15. Jahrhundert

## Photogalerie

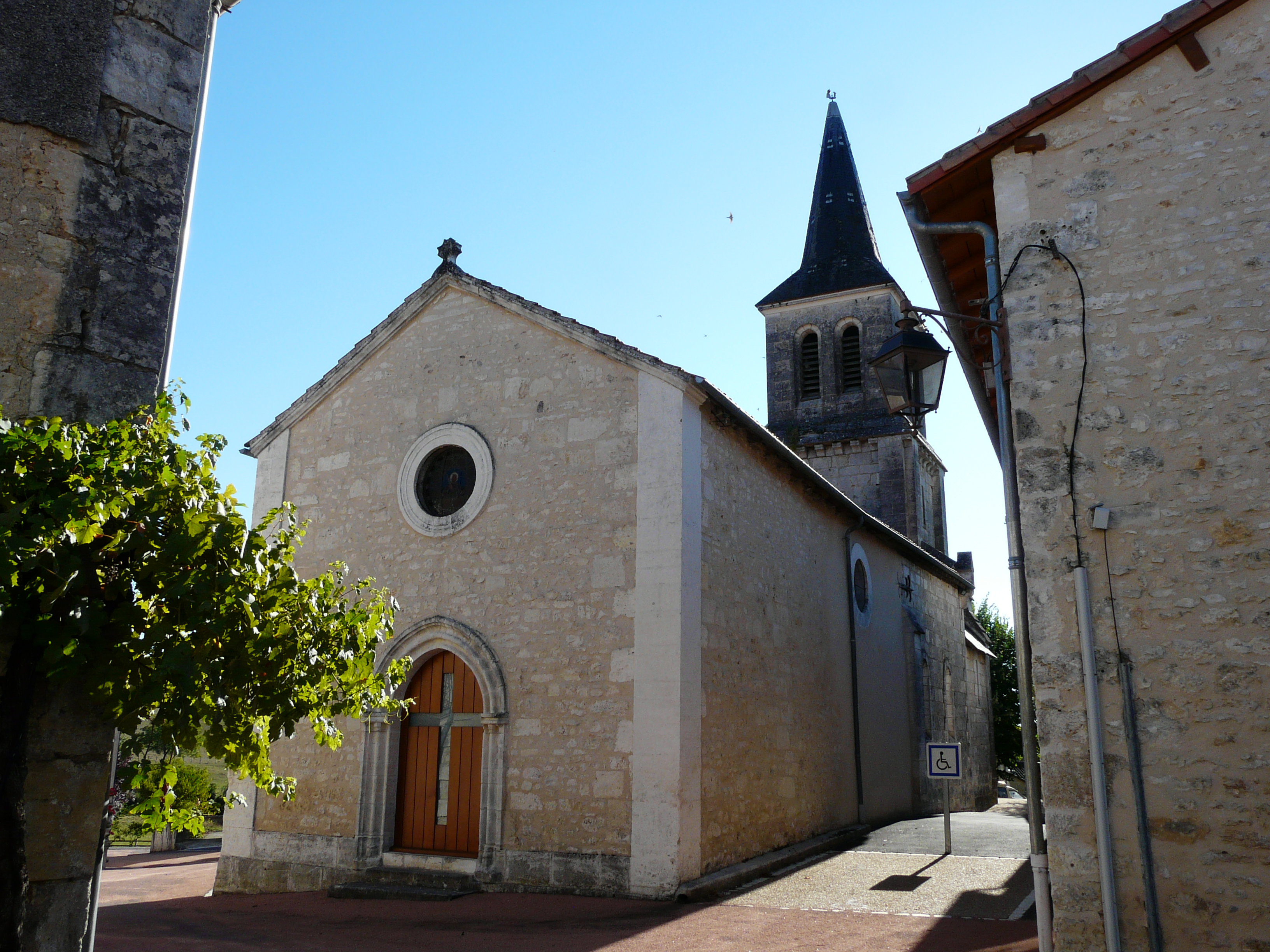
Ortskirche Saint-Maurice
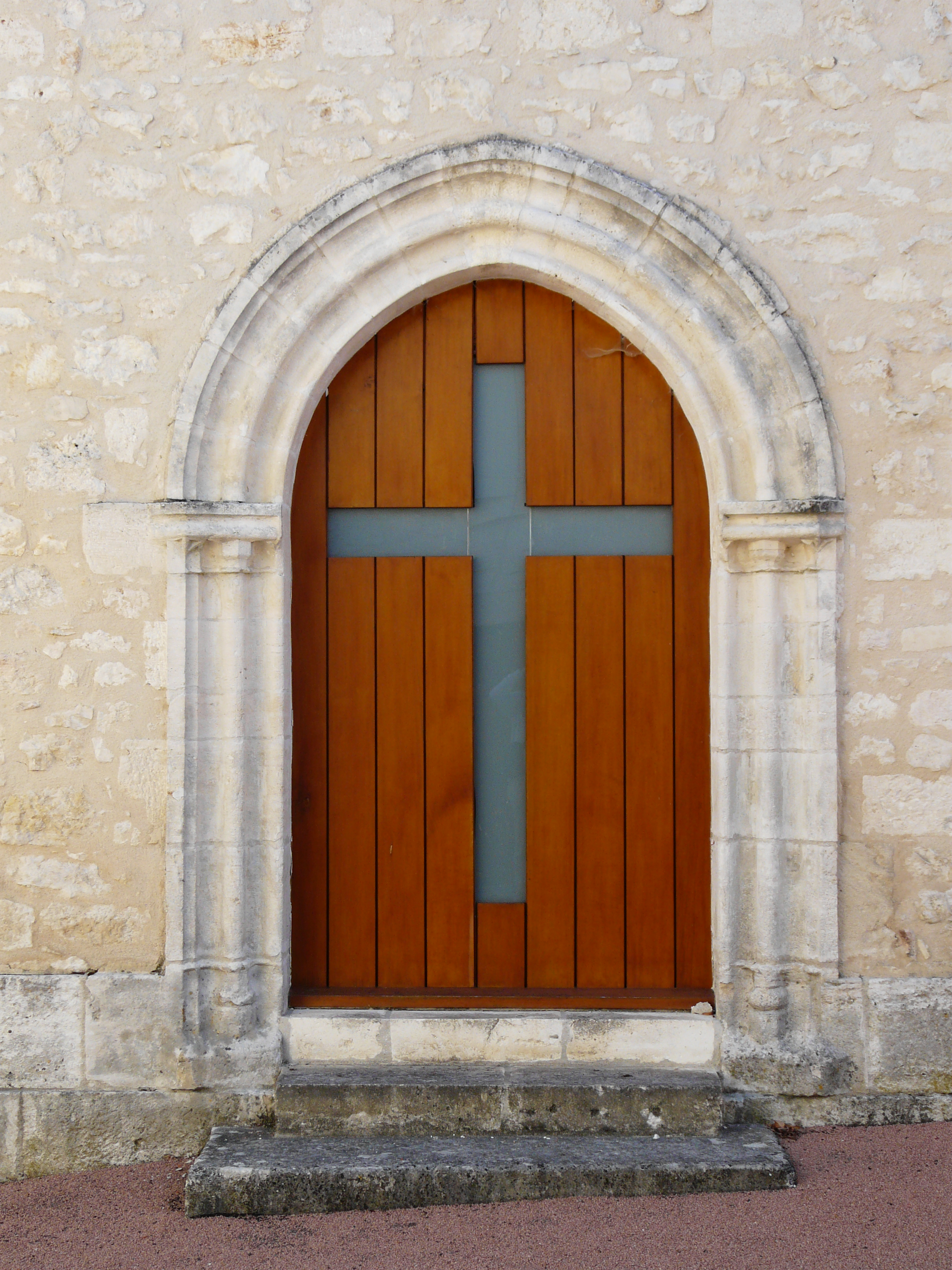
Westportal von Saint-Maurice
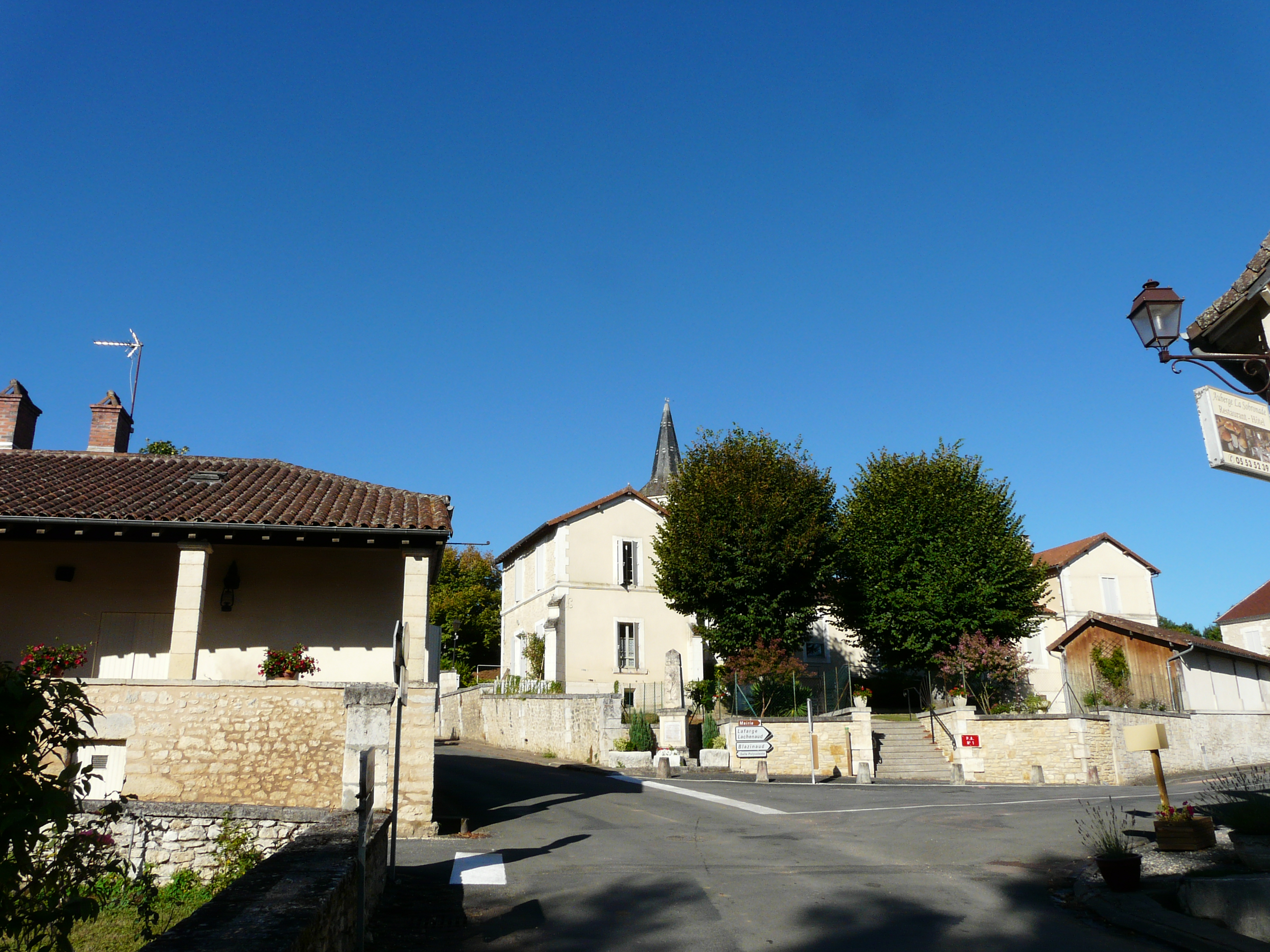
Ortskern von Vaunac
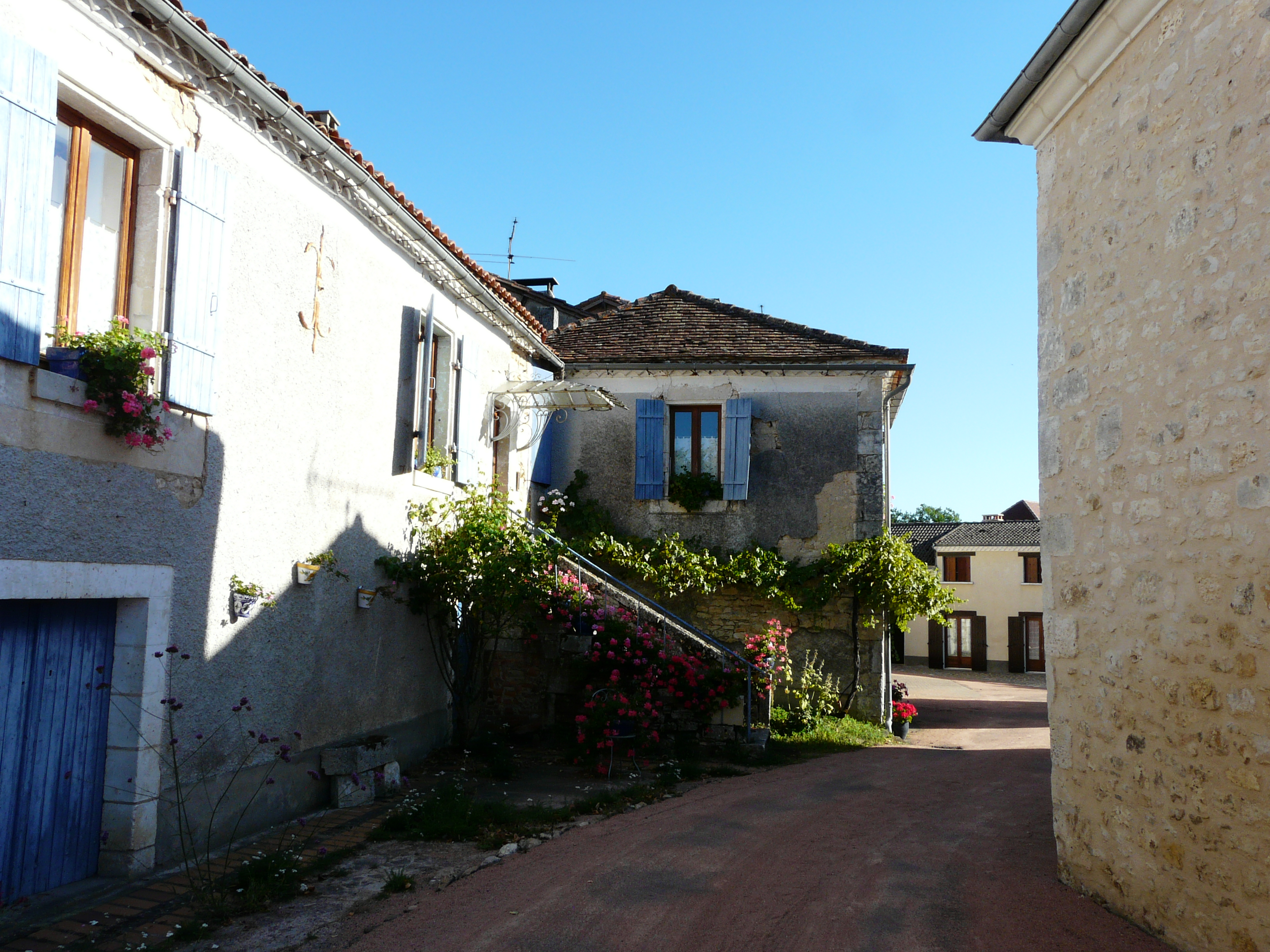
Straßenszene
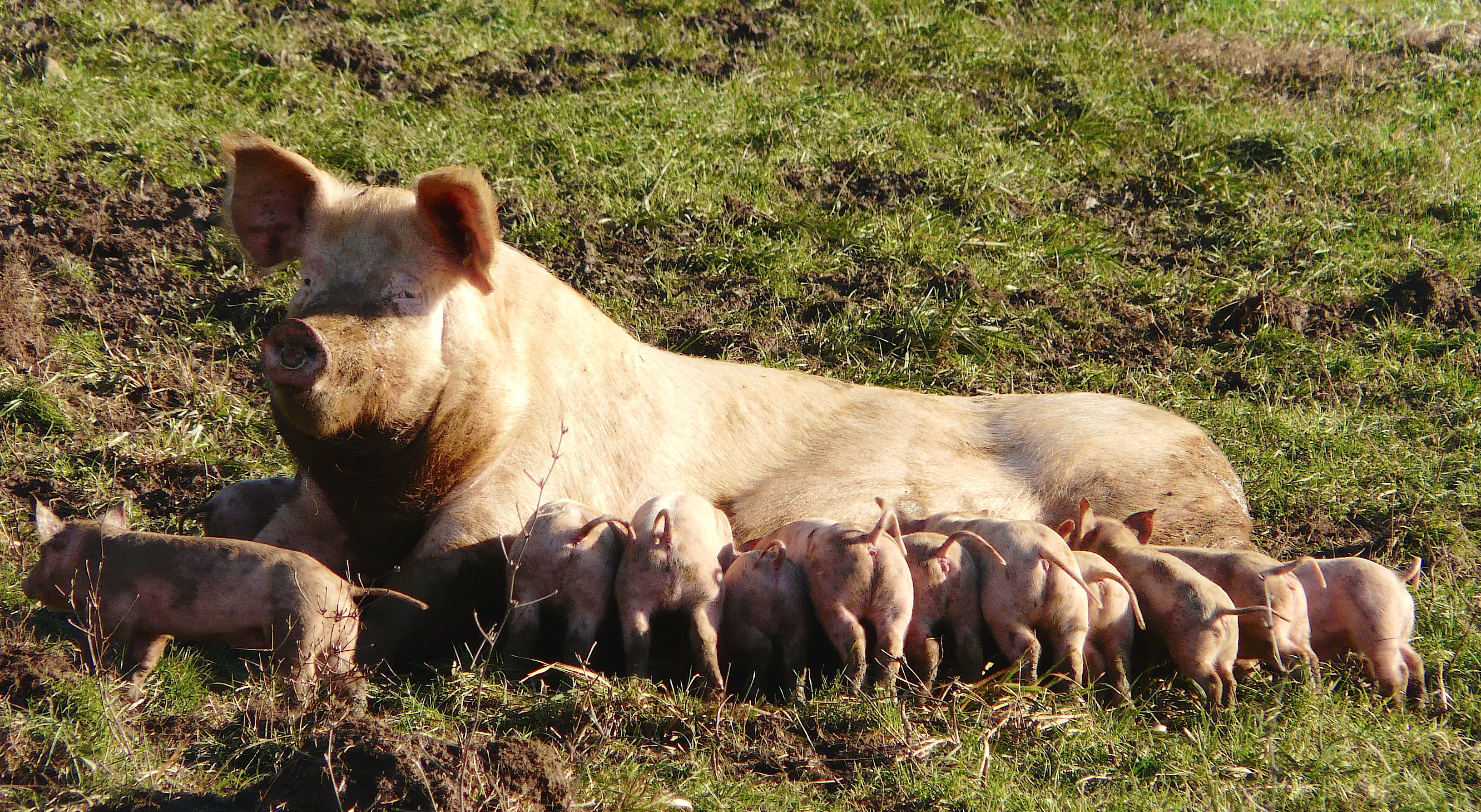
Ferkelaufzucht